# Maurice Ondzola
Maurice Ondzola – kongijski trener piłkarski, były selekcjoner reprezentacji Konga.

## Kariera reprezentacyjna
W 1978 roku Ondzola był trenerem reprezentacji Konga. Prowadził ją w Pucharze Narodów Afryki 1978, jednak nie wyszedł z nią z grupy.